# ディディエ・オリオール
ディディエ・オリオール（Didier Auriol, 1958年8月18日 - ）は、フランスモンペリエ出身のラリードライバー。1994年にフランス人初の世界ラリー選手権 (WRC) ドライバーズチャンピオンに輝く。

## 経歴
16歳でアマチュア・ラリードライバーであった兄のジェラールに車の運転を教わる。1979年に初めてラリーに参戦。4戦に出場するが全てリタイアする。
1984年にWRCのツール・ド・コルスに初参戦するが、リタイアに終わる。1986年にフランス国内選手権全戦出場し、初のタイトルを得る。1987年、1988年とフォードでフランス国内選手権を連覇し、1988年のツール・ド・コルスでWRC初勝利を挙げる。ちなみにこのときのチームメイトはカルロス・サインツである。
翌1989年にはランチア・ワークスと契約、翌1990年もワークスのランチア・デルタを駆り年間3勝するも、トヨタのカルロス・サインツに及ばずドライバーズタイトルを逃す。1991年にはサテライトチームのジョリークラブに移籍する。1992年にはランチアワークスに復帰(ジョリークラブをアバルトが技術支援する形態)。当時の年間最多勝である6勝、および最多連勝記録である5連勝を記録する。しかしタイトル目前のラリー・サンレモでスタート直後にリタイアしたことを筆頭に、優勝以外のイベントでは10位1回、リタイア3回と両極端な成績であった。また同ラリーでランチアがマニュファクチャラーズタイトルを決定するとアバルトが開発から手を引いてしまいマシンの戦闘力が低下したこともあり、ドライバーズタイトルはまたしてもサインツに及ばなかった。
1993年にランチアが活動を縮小して戦闘力が衰えたため、トヨタ・チーム・ヨーロッパ（TTE）に移籍。同年のタイトルはチームメイトのユハ・カンクネンが得るものの、翌1994年はサインツとの争いに競り勝ち、3勝を挙げフランス人初のWRCタイトルを獲得する。
1995年は前年のサンレモラリーから投入されていたトヨタ・セリカST-205で本格的に戦うこととなるが、カタルーニャ・ラリーにおいてフィニッシュしたオリオールのマシンのターボリストリクターがレギュレーションに抵触することが判明。トヨタは1996年、1997年のWRC活動を停止することとなり、オリオールはシートを失ってしまう。

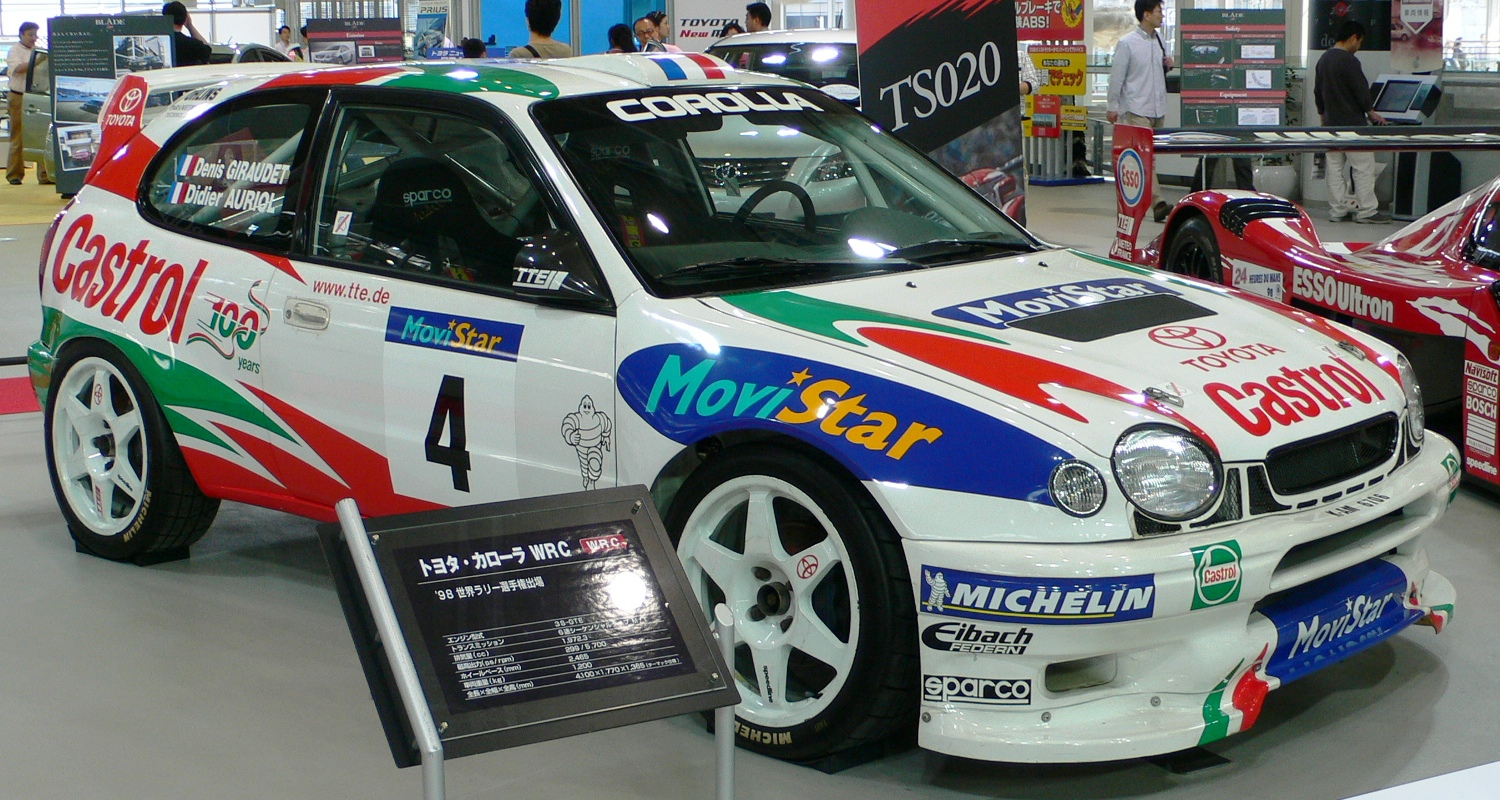
1998年にオリオールがドライブしたカローラWRC

1996年は不参加が確実と思われたが、開幕直前にスバル移籍が決まり、ラリー・スウェーデンに出場するも10位に終わる。スバルを離れたあと三菱からサンレモに出場し
SS7ではトップタイムをマークするもその直後にトラブルが発生し8位に終わった。しかしオベ・アンダーソン監督からマシン開発能力を高く評価されており、翌年4月にTTEと再契約。すぐにトヨタ・カローラWRCの開発テストに携わることとなる。
トヨタは1997年の復帰に向け、サテライトチームを使いセリカST-205での参戦を行い、オリオールも1997年の第7戦ラリー・アルゼンチンにイタリアのプライベーター、グリフォーネからセリカST-205で参加して5位に入賞する。同年の第10戦ラリー・フィンランドからTTEは完全復帰する。1998年からサインツと共にカローラWRCを操るものの、同年と翌年共に1勝のみにとどまる。

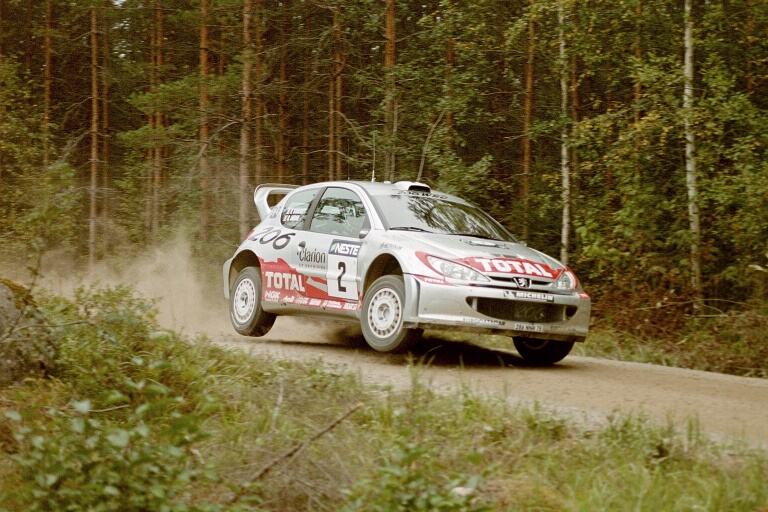
2001年ラリー・フィンランドにて

1999年末のトヨタの撤退に伴い、2000年はセアトに移籍するがセアト・コルドバWRCは戦闘力が低く、セアトは同年でWRCを撤退。2001年はプジョーに移籍し、カタルーニャで優勝するもののマシン開発をめぐって、担当エンジニアのマリオ・フォルナリス（後に三菱に移籍）と対立してチームを離脱することとなる。
2002年シーズンはプライベーターとしてカローラWRCでラリー・モンテカルロに参戦。翌2003年はシュコダにシートを得るものの、同チームの活動縮小のあおりでシートを失った。2年後の2005年にプライベーターのプジョー・206 WRCでモンテカルロに出場するが、リタイアに終わる。
2008年からはインターコンチネンタル・ラリー・チャレンジ (IRC) に参戦。グリフォーネからフィアット・プントを駆り、ポルトガル、ロシア、サンレモの3戦に出場するが、3戦ともリタイアに終わる。2009年はマシンをプジョー・207 S2000に替え、開幕戦モンテカルロに出場するも、SS1で早々にリタイアとなった。
2024年はラリージャパンの国内部門JR1クラスにトヨタ・GRヤリスから参戦。村田康介や佐々木康行らを抑えてクラス優勝を果たした。

## エピソード
- 通算20勝のうち13勝がターマックラリーである。特に母国フランスのツール・ド・コルスでは6勝をあげている。
- ラリーを始める前までグラベルラリーを知らなかったという。ラフロードのサファリや雪とグラベルのスウェーデン、ぬかるんだ路面のグレートブリテンなど特殊で滑りやすいラリーは苦手とした反面、アルゼンチンやポルトガルなどのスムースグラベルでは強烈なスピードを見せ、優勝を経験するなど強さを発揮した。
- 前職は救急車のドライバーだった。
- 人ごみの中でも見つけ出せる独特な風貌と、明るくユーモアセンスあふれる性格から日本でも人気は高い。
- 自分のミスでのリタイアでは怒りの感情をインタビューを受けている最中にも表に出すが、マシントラブルによるリタイアでは飄々としているか、ニコニコと笑顔でインタビューを受けている。その為かマスコミ受けは悪くない。
- 最初のナビゲーターはベルナール・オチェッリ(1996年に引退)だが、デニス・ジロウデの相方としても有名である。
- フォード、トヨタ時代のチームメイトだったカルロス・サインツは「周りの人は僕とディディエをライバルと捉えている様だが、僕はディディエを親友だと思っている」と述べている。
- 2000年のサンレモラリーにてプジョーワークスのドライバーだったフランソワ・デルクールとジル・パニッツィが“違法レッキ疑惑”で揉めた際に一時仲介したのが彼であった。

## タイトル
| 年   | タイトル           | 車                      |
| ---- | ------------------ | ----------------------- |
| 1986 | フランス国内選手権 | Austin Metro 6R4        |
| 1987 | フランス国内選手権 | Ford Sierra RS Cosworth |
| 1988 | フランス国内選手権 | Ford Sierra RS Cosworth |
| 1994 | 世界ラリー選手権   | Toyota Celica Turbo 4WD |

## 世界ラリー選手権での優勝
| 年   | ラリー                                          | 開催国         | コ・ドライバー         | 車                         |
| ---- | ----------------------------------------------- | -------------- | ---------------------- | -------------------------- |
| 1988 | Tour de Corse - Rallye de France                | フランス       | ベルナール・オチェッリ | Ford Sierra RS Cosworth    |
| 1989 | Tour de Corse - Rallye de France                | フランス       | ベルナール・オチェッリ | Lancia Delta Integrale     |
| 1990 | Rallye Automobile de Monte-Carlo                | モナコ         | ベルナール・オチェッリ | Lancia Delta Integrale 16V |
| 1990 | Tour de Corse - Rallye de France                | フランス       | ベルナール・オチェッリ | Lancia Delta Integrale 16V |
| 1990 | Rallye Sanremo - Rallye d'Italia                | イタリア       | ベルナール・オチェッリ | Lancia Delta Integrale 16V |
| 1991 | Rallye Sanremo - Rallye d'Italia                | イタリア       | ベルナール・オチェッリ | Lancia Delta Integrale 16V |
| 1992 | Rallye Automobile de Monte-Carlo                | モナコ         | ベルナール・オチェッリ | Lancia Delta HF Integrale  |
| 1992 | Tour de Corse - Rallye de France                | フランス       | ベルナール・オチェッリ | Lancia Delta HF Integrale  |
| 1992 | Acropolis Rally                                 | ギリシア       | ベルナール・オチェッリ | Lancia Delta HF Integrale  |
| 1992 | Rally Argentina                                 | アルゼンチン   | ベルナール・オチェッリ | Lancia Delta HF Integrale  |
| 1992 | 1000 Lakes Rally                                | フィンランド   | ベルナール・オチェッリ | Lancia Delta HF Integrale  |
| 1992 | Telecom Rally Australia                         | オーストラリア | ベルナール・オチェッリ | Lancia Delta HF Integrale  |
| 1993 | Rallye Automobile de Monte-Carlo                | モナコ         | ベルナール・オチェッリ | Toyota Celica Turbo 4WD    |
| 1994 | Tour de Corse - Rallye de France                | フランス       | ベルナール・オチェッリ | Toyota Celica Turbo 4WD    |
| 1994 | Rally Argentina                                 | アルゼンチン   | ベルナール・オチェッリ | Toyota Celica Turbo 4WD    |
| 1994 | Rallye Sanremo - Rallye d'Italia                | イタリア       | ベルナール・オチェッリ | Toyota Celica Turbo 4WD    |
| 1995 | Tour de Corse - Rallye de France                | フランス       | デニス・ジロウデ       | Toyota Celica GT-Four      |
| 1998 | Rallye Catalunya-Costa Brava (Rallye de España) | スペイン       | デニス・ジロウデ       | Toyota Corolla WRC         |
| 1999 | China Rally                                     | 中国           | デニス・ジロウデ       | Toyota Corolla WRC         |
| 2001 | Rallye Catalunya-Costa Brava (Rallye de España) | スペイン       | デニス・ジロウデ       | Peugeot 206 WRC            |